# 圣埃斯皮里图 (尼萨)
圣埃斯皮里图（葡萄牙語：Espírito Santo）是葡萄牙波塔莱格雷区尼萨的一个堂区。总面积87.34平方公里，总人口2057人，人口密度23.6人/平方公里。